# Band Aid
A Band Aid egy ír és brit zenészekből álló jótékonysági zenekar, amelyet Bob Geldof (The Boomtown Rats) és Midge Ure (Ultravox) hozott létre 1984-ben.
Tagok: Kool Bell, Bono, Pete Briquette, Adam Clayton, Phil Collins, Chris Cross, Simon Crowe, Sarah Dallin, Siobhan Fahey, Johnny Fingers, Boy George, Glenn Gregory, Tony Hadley, John Keeble, Gary Kemp, Martin Kemp, Simon Le Bon, Marilyn, George Michael, Jon Moss, Steve Norman, Rick Parfitt, Nick Rhodes, Francis Rossi, Sting, Andy Taylor, James Taylor, John Taylor, Roger Taylor, Dennis Thomas, Martyn Ware, Jody Watley, Paul Weiler, Karen Woodward és Paul Young.
1984-ben alakultak meg Londonban. Legismertebb daluk a "Do They Know It’s Christmas?". A dalt mindig újradolgozták a csapat variációi. Az évek során többször újraalakult ez a supergroup, gyakran új tagokkal. Az együttes az etiópiai szegénység ellen küzdött. A későbbi "változatok" már más negatív dolgok ellen protestáltak, mint például az ebola. Nevük szójáték a "Band-Aid" nevű sebtapasz márka nevével. Négy felállásuk volt: az 1989-es Band Aid II, a 2004-es Band Aid 20, a 2014-es Band Aid 30 és a 2024-es Band Aid 40. Az utóbbit a korábbi három keverésével hozták létre.

## Tagok

### 1984
| Énekesek - Robert Bell (Kool & the Gang) - Bono (U2) - Pete Briquette (The Boomtown Rats) - Adam Clayton (U2) - Phil Collins (Genesis és szólóelőadó) - Chris Cross (Ultravox) - Simon Crowe (The Boomtown Rats) - Sara Dallin (Bananarama) - Siobhan Fahey (Bananarama) - Johnny Fingers (The Boomtown Rats) - Bob Geldof (The Boomtown Rats) - Boy George (Culture Club) - Glenn Gregory (Heaven 17) - Tony Hadley (Spandau Ballet) - John Keeble (Spandau Ballet) - Gary Kemp (Spandau Ballet) - Martin Kemp (Spandau Ballet) - Simon Le Bon (Duran Duran) - Marilyn - George Michael (Wham!) - Jon Moss (Culture Club) - Steve Norman (Spandau Ballet) - Rick Parfitt (Status Quo) | - Nick Rhodes (Duran Duran) - Francis Rossi (Status Quo) - Sting (The Police) - Andy Taylor (Duran Duran) - James Taylor (Kool & the Gang) - John Taylor (Duran Duran) - Roger Taylor (Duran Duran) - Dennis Thomas (Kool & the Gang) - Midge Ure (Ultravox) - Martyn Ware (Heaven 17) - Jody Watley - Paul Weller (The Style Council) - Keren Woodward (Bananarama) - Paul Young Üzenet a B-oldalon - Stuart Adamson, Mark Brzezicki, Tony Butler, Bruce Watson (Big Country) - David Bowie - Holly Johnson (Frankie Goes to Hollywood) - Paul McCartney Zenészek - Phil Collins – dobok - John Taylor – basszusgitár - Midge Ure – billentyűk, programozás |

### 1989
| Énekesek - Bananarama - Big Fun - Bros - Cathy Dennis - D Mob - Jason Donovan - Kevin Godley - Glen Goldsmith - Kylie Minogue - The Pasadenas - Chris Rea - Cliff Richard - Jimmy Somerville - Sonia - Lisa Stansfield - Technotronic - Wet Wet Wet | Zenészek - Matt Aitken – billentyűk és gitár - Luke Goss (Bros) – dobok - Chris Rea – gitár - Mike Stock – billentyűk |

### 2004
| Énekesek - Tim Wheeler (Ash) - Daniel Bedingfield - Natasha Bedingfield - Bono (U2) - Busted - Chris Martin (Coldplay) - Dido – egy Melbourne-i stúdióban - Dizzee Rascal – az egyetlen előadó, aki adott szöveget a dalhoz - Ms Dynamite - Skye Edwards (Morcheeba) - Estelle - Feeder - Neil Hannon (The Divine Comedy) - Justin Hawkins (The Darkness) - Jamelia - Tom Chaplin (Keane) - Tim Rice-Oxley (Keane) - Beverley Knight - Lemar - Shaznay Lewis (All Saints) - Katie Melua - Róisín Murphy (Moloko) - Snow Patrol | - Rachel Stevens - Joss Stone - Sugababes - The Thrills - Turin Brakes - Robbie Williams – egy Los Angeles-i stúdióban - Will Young - Russell Mael (Sparks) - Fran Healy (Travis) Zenészek - Danny Goffey (Supergrass) – dobok - Jonny Greenwood (Radiohead) – gitár - Dan Hawkins (The Darkness) – gitár - Justin Hawkins (The Darkness) – gitár - Paul McCartney – basszusgitár - Thom Yorke (Radiohead) – zongora További hozzájárulók: - Damon Albarn – teásfiú - Bob Geldof – rendező - Nigel Godrich – producer - Midge Ure – executive producer |

### 2014
| Énekesek - Bono (U2) - Clean Bandit - Paloma Faith - Guy Garvey (Elbow) - Ellie Goulding - Niall Horan (One Direction) - Angélique Kidjo - Zayn Malik (One Direction) - Chris Martin (Coldplay) - Olly Murs - Sinéad O’Connor - Rita Ora - Liam Payne (One Direction) - Emeli Sandé - Seal - Alfie Deyes - Joe Sugg - Zoella | - Ed Sheeran - Dan Smith (Bastille) - Sam Smith - Harry Styles (One Direction) - Louis Tomlinson (One Direction) - Underworld - Jessie Ware Zenészek - Milan Neil Amin-Smith (Clean Bandit) – hegedű - Grace Chatto (Clean Bandit) – cselló - Roger Taylor (Queen) – dobok, billentyűk - Ed Sheeran – gitár - Sinéad O’Connor – basszusgitár, gitár Remixek - Underworld Utómunka - Paul Epworth – producer |